# نانسی پارسونز
نانسی پارسونز (انگلیسی: Nancy Parsons; ۱۷ ژانویهٔ ۱۹۴۲ – ۵ ژانویهٔ ۲۰۰۱) یک هنرپیشه اهل ایالات متحده آمریکا بود.
او در فیلم شاهزاده خانم کوارتربک بازی کرده‌است.